# Малез Джоу
Малез Джоу (англ. Malese Jow, при народженні Елізабет Меліз Джоу (англ. Elizabeth Melise Jow); нар. 18 лютого 1991 року, Талса, Оклахома, США) — американська акторка, співачка і композиторка. Найбільш відома як виконавиця ролей Аннабель Остін в телесеріалі «Щоденники вампіра», Каденс Неш в Мисливці на монстрів, Люсі Стоун Уперед - до успіху і Джини Фабіано в телесеріалі «Нетака»

## Біографія
Малез Джоу народилась 18 лютого 1991 року в американському місті Талса, штат Оклахома, в сім'ї Гонга і Ланае Джоу. Має китайське й індійське коріння. У дев'ятирічному віці переїхала разом із матір'ю до Каліфорнії. Малез має двох братів — Дженсена й Брендена, і сестру Макену.
Вона грала Джину Фобіано в серіалі «Нетака», що мав 3 сезони. Тепер Малез перейшла до наступного етапу своєї кар'єри — вокального.
Нещодавно знялась у фільмі «SP Untitled», тепер Меліз співачка і творчиня пісень, зареєстрована в лейблі «Sphere Productions». Допомагає їй PJ Bianco, продюсер, що помагав групі Jonas Brothers.
Стиль її музики — поп-рок, їй подобаються «Pat Benatar», «Paramore» і Петсі Клайн.

## Музична кар'єра
Сингли
- Caught up in you
- Mista DJ
- Where you Belong Feat Joe Jonas
- Go Go
- Left Waiting
- Hey Oh
- No Better
- Red Light
- You had it all
- You left me in the air

## Акторські роботи
| Рік  | Назва                                             | Роль                  | Примітки                                               |
| ---- | ------------------------------------------------- | --------------------- | ------------------------------------------------------ |
| 1997 | Barney & Friends                                  | Tea party girl        | Серія: «Pennies, Nickels, Dimes»                       |
| 1997 | Dellaventura                                      | Orphan Child          | Серія: «Dreamers»                                      |
| 2003 | The Brothers Garcia                               | Celeste               | 1 серія «Right Place, Right Time»                      |
| 2004 | Нетака                                            | Джина Фобіано         | Головна роль (2004—2007)                               |
| 2005 | Всяка всячина (телесеріал)                        | камео                 |                                                        |
| 2007 | Братц                                             | Квін                  |                                                        |
| 2007 | Чарівники з Вейверлі Плейс (телесеріал)           | Ruby Donahue          | 1 серія «Movies»                                       |
| 2008 | Молоді і зухвалі (телесеріал)                     | Hannah                | 2 серії                                                |
| 2009 | iCarly                                            | Look Alike Carly      | 1 серія «iLook Alike»                                  |
| 2009 | Таємне життя американського підлітка (телесеріал) | Гейл                  | 1 серія «Night at Band Camp»                           |
| 2009 | Ханна Монтана (телесеріал)                        | Рейчел                | 1 серія «He Could Be the One»                          |
| 2009 | I Can Do Bad All by Myself                        | Келлі                 |                                                        |
| 2009 | Прибульці на горищі                               | Джулі                 |                                                        |
| 2010 | Gigantic                                          | Maggie                | 1 серія «Black and White and Red All Over»             |
| 2010 | Щоденники вампіра (телесеріал)                    | Аннабель (Анна) Остін | 11 серій 1 сезону, 22 серія 2 сезону, 6 серій 3 сезону |
| 2010 | You're So Cupid!                                  | Меган                 |                                                        |
| 2010 | Соціальна мережа                                  | Alice Cantwell        | Columbia Pictures                                      |
| 2010 | Противага (телесеріал)                            | Josie Martin          | 1 серія «The Boost Job»                                |
| 2011 | Відчайдушні домогосподарки (телесеріал)           | Вайолет               | 7 сезон 21 серія                                       |
| 2011 | Уперед — до успіху (телесеріал)                   | Люсі Стоун            | 2 сезон 3 епізоди (камео),3 сезон другорядна роль      |
| 2011 | Мисливці на монстрів                              | Каденс Неш            | 2 сезон головна роль                                   |
| 2013 | Oxyden                                            | Джулія                | Головна роль                                           |
| 2017 | Хроніки Шаннари                                   | Марет Равенлок        | Головна роль, 10 епізодів                              |
| 2019 | План втечі 3                                      | Дая                   |                                                        |
| 2021 | Невразливий                                       | Кейт Ча / Дуплі-Кейт  | голос, 5 серій                                         |